# Goniada annulata
Goniada annulata är en ringmaskart som beskrevs av Moore 1905. Goniada annulata ingår i släktet Goniada och familjen Goniadidae. Inga underarter finns listade i Catalogue of Life.